# جورج هنري (لاعب كرة قاعدة)
جورج هنري (بالإنجليزية: George Henry)‏ هو لاعب كرة قاعدة أمريكي، ولد في 10 أغسطس 1863 في فيلادلفيا في الولايات المتحدة، وتوفي في 30 ديسمبر 1934 في لين في الولايات المتحدة.

## وصلات خارجية
- جورج هنري على موقعبيزبول رفرنس.كوم (الدوري الرئيسي) (الإنجليزية)
- جورج هنري على موقعبيزبول رفرنس.كوم (الدوري الثانوي) (الإنجليزية)